# Festival de Música Vallenata en Guitarras
El Festival De música Vallenata En Guitarras es la principal festividad del municipio de  Agustín Codazzi (Cesar), Además es uno de los eventos más popular y reconocido de la música vallenata en Colombia. También reconocido por el ministerio de cultura de Colombia. Se celebra a mediados del mes de agosto, el presidente ejecutivo de la fundación que organiza el certamen folclórico es Alfonso Quintero Araujo. Su XXXII edición se lleva a cabo del 16 al 19 de agosto de 2018

## Concursos
Durante el Festival De música Vallenata En Guitarras se usa un formato y estilo de música tradicional en tríos,  paseo y merengue en las cuales se premian las siguientes categorías:
- Trio Profesional Rey de Reyes
- Rey Vallenato Juvenil
- Rey Vallenato Infantil
- Canción Inédita

## Cobertura
En promedio se participan unos 80 artistas y una cantidad de espectadores en promedio de 10.000 personas por noche, el principal problema que afronta esta festividad es la baja capacidad hotelera que tiene el municipio por la gran cantidad de turista provenientes principalmente de la zona minera y Valledupar.

## Financiación
Su financiación está a cargo de la fundación de carácter privado y filantrópico además recibe aporte de la alcaldía municipal de  Agustín Codazzi (Cesar), gobernación del cesar, ministerio de cultura de Colombia y diversas empresas privadas.

## Historia
Un capítulo del folclor vallenato llevó a un grupo de personas prestantes del municipio a soñar y tejer la idea de crear y organizar un evento donde se discerniera sobre la esencia de ese folclor y se rescatara, desempolvando ese legado musical que durante una muy larga y brillante época hicieron estremecer los más profundos sentimientos del ser humano al interpretarse magistralmente una guitarra acompañada del canto alegre y sentimental de reconocidos ejecutores como: JULIO BOVEA, ALBERTO FERNANDEZ, GUILLERMO BUITRAGO, HERNANDO MARIN, CARLOS HUERTAS, LEANDRO DIAZ, EFRAIN BURGOS, ROBERTO CALDERON, GUSTAVO GUTIERRES, entre otros.
El festival fue creado en 1987, fundado por El hoy extinto compositor Armando León Quintero Arzuaga y se celebraba anualmente en la plaza principal Simón Bolívar del municipio de Agustín Codazzi (Cesar) en la Tarima Alfonzo Ávila Quintero. A partir del 2014 se inaugurara el Parque de la Guitarra, en el cual se celebrara anualmente este importante evento cultural.